# Sakleshpur
Sakleshpur é um cidade no distrito de Hassan, no estado indiano de Karnataka.

## Geografia
Sakleshpur está localizada a 12° 58′ N, 75° 47′ L. Tem uma altitude média de 949 metros (3113 pés).

## Demografia
Segundo o censo de 2001, Sakleshpur tinha uma população de 23 201 habitantes. Os indivíduos do sexo masculino constituem 51% da população e os do sexo feminino 49%. Sakleshpur tem uma taxa de literacia de 74%, superior à média nacional de 59,5%: a literacia no sexo masculino é de 78% e no sexo feminino é de 69%. Em Sakleshpur, 12% da população está abaixo dos 6 anos de idade.